# Groupe de NGC 584
Le groupe de NGC 584 comprend au moins neuf galaxies situées dans la constellation. La distance moyenne entre ce groupe et la Voie lactée est d'environ 23,9 Mpc (∼78 millions d'al). 

## Membres
Le tableau ci-dessous liste les huit galaxies mentionnées dans un article de Sengupta et Balasubramanyam paru en 2006 . Ce groupe a aussi fait l'objet d'un article d'A.M. Garcia paru en 1993. On y retrouve les mêmes galaxies à l’exception de KDG 007 qui n'y figure pas et de MGC -1-5-14 (dernière ligne du tableau) qui n'est pas une galaxie brillante dans le domaine des rayons X. MGC -1-4-44 de la liste de Garcia et UGCA 017 de la liste de Sengupta désignent la même galaxie, soit PGC 5341.  
| Nom         | Classification | Type                  | α (J2000.0)   | δ (J2000.0)  | Vitesse radiale (km/s) | Magnitude apparente | Distance (Mpc) | Dimensions (kal) |
| ----------- | -------------- | --------------------- | ------------- | ------------ | ---------------------- | ------------------- | -------------- | ---------------- |
| NGC 584     | E4             | Elliptique            | 01h 31m 20.7s | -06° 52′ 05″ | 1802 ± 3               | 10,5                | 22,2 ± 1,6     | 80               |
| NGC 586     | SA(s)a?        | Spirale               | 01h 31m 36.8s | -06° 53′ 37″ | 1875 ± 45              | 13,2                | 23,3 ± 1,8     | 42               |
| NGC 596     | E+ pec         | Elliptique            | 01h 32m 52.1s | -07° 01′ 55″ | 1876 ± 11              | 10,9                | 23,8 ± 1,7     | 65               |
| NGC 600     | (R')SB(rs)d    | Spirale barrée        | 01h 33m 05.3s | -07° 18′ 41″ | 1842 ± 1               | 12,4                | 22,9 ± 1,6     | 24               |
| NGC 636     | E3             | Elliptique            | 01h 39m 06.5s | -07° 30′ 45″ | 1860 ± 6               | 11,5                | 23,2 ± 1,7     | 67               |
| IC 127      | Sb             | Spirale               | 01h 29m 47.6s | -06° 58′ 48″ | 1995 ± 42              | 13,7                | 25,1 ± 1,9     | 66               |
| UGCA 017    | SBc?           | Spirale barrée        | 01h 26m 14.4s | -06° 05′ 39″ | 1959 ± 2               | 11,42               | 24,5 ± 1,7     | 75               |
| KDG 007     | Naine          | Naine                 | 01h 34m 46.6s | -07° 21′ 20″ | 1841 ± 3               | 17,40 ± 0,19        | 22,9 ± 1,6     | ?                |
| MGC -1-5-14 | SAB(s)d?       | Spirale intermédiaire | 01h 40m 27.8s | -05° 31′ 14″ | 2127 ± 5               | 13,17               | 27,1 ± 1,9     | 52               |

Le site DeepskyLog permet de trouver aisément les constellations des galaxies mentionnées dans ce tableau ou si elles ne s'y trouvent pas, l'outil du site constellation permet de le faire à l'aide des coordonnées de la galaxie. Sauf indication contraire, les données proviennent du site NASA/IPAC.